# Küttigen
Küttigen is een gemeente en plaats in het Zwitserse kanton Aargau en maakt deel uit van het district Aarau. Küttigen telt 5.931 inwoners.

## Overleden
- Samuel Schwarz (1814-1868), advocaat en politicus